# Ludvig af Petersens
Ludvig Alexander Sebastian af Petersens, född den 27 april 1865 i Gudmuntorps församling, Malmöhus län, död den 2 mars 1947 i Stockholm, var en svensk militär. 
af Petersens blev underlöjtnant vid fortifikationen 1886, löjtnant där 1893 kapten 1902 och major 1911. Han var lärare vid olika militärskolor, tjänstgjorde vid fortifikationens stab och vid olika truppförband. af Petersens var fortifikationsofficer vid tredje arméfördelningen 1904–1910, vid femte arméfördelningen 1910–1913, och fortifikationsbefälhavare i Boden 1913–1919. Han befordrades till överstelöjtnant 1915 och till överste 1920. af Petersens publicerade broschyrer i tekniska och politiska ämnen samt talrika politiska artiklar i den svenska pressen och i världspressen. Han var mångårig medredaktör i Tidskrift i fortifikation och medarbetare i Nordisk familjeboks tredje upplaga. af Petersens invaldes som ledamot av Krigsvetenskapsakademien 1911. Han blev riddare av Svärdsorden 1906 och av Vasaorden 1917.
Ludvig af Petersens var son till kapten Herman af Petersens och Ebba Adlercreutz. Han var kusin till Carl af Petersens.